# عقد 440
عقد 440 هو عقد امتد بين 1 يناير 440 و31 ديسمبر 449 بحسب التقويم الميلادي. سبقه عقد 430 ولحقه عقد 450.

## أحداث
- مجمع أفسس الثاني (449)

## مواليد
- الإمبراطور سينيه (444)
- شين يوي (441)
- عمرو بن قميئة (448)
- الإمبراطور نينكين (449)

## وفيات
- سيكتوس الثالث (440)
- كيرلس الأول (444)
- هرميريكوس (441)
- كلوديون (448)
- ميسروب ماشدوتس (440)

## كتب
- Yves Denis Papin (1998). Chronologie de l'histoire ancienne. Lieu de publication non identifié: Éditions Jean-paul Gisserot. ISBN:2-87747-346-5. OCLC:40746926. مؤرشف من الأصل في 2022-03-16.
- موسوعة حضارة العالم (2002) لأحمد محمد عوف.

## روابط خارجية
- تصفح سنة بسنة عقد 440 على موقع onthisday.com
- تصفح سنة بسنة عقد 440 ابتداءً من سنة عقد 440 على موقع المكتبة الوطنية الفرنسية